# Ione radicalico
Uno ione radicalico è un radicale libero che possiede una carica elettrica. Sono riscontrati in chimica organica come intermedi reattivi e in spettrometria di massa come ioni in fase gassosa.

## Notazione
In chimica organica, uno ione radicalico viene tipicamente indicato tramite un punto posto ad apice seguito dal segno della carica: {\displaystyle M^{\bullet +}} and {\displaystyle M^{\bullet -}}. In spettrometria di massa, il segno viene scritto prima, seguito dal punto posto ad apice: {\displaystyle M^{+\bullet }} and {\displaystyle M^{-\bullet }}.

## Anioni radicalici
Molti composti aromatici possono essere ridotti dai metalli alcalini. Per esempio la reazione tra naftalene e sodio in solvente aprotico produce il sale sodico dell'anione radicalico naftalene. Uno spettro di risonanza paramagnetica elettronica di questo composto mostra un quintetto di quintetti (25 linee). In presenza di una fonte di protoni l'anione radicalico viene protonato ed efficacemente idrogenato come nella riduzione di Birch.
In questa reazione di riduzione viene trasferito un elettrone dal metallo alcalino a un orbitale antilegante p-p п* non occupato della molecola aromatica. Questo trasferimento è solitamente energeticamente favorevole solo se il solvente aprotico solvata efficacemente lo ione del metallo alcalino. L'efficacia di alcuni solventi nel fare ciò è nell'ordine etere dietilico < THF < 1,2-dimetossietano < HMPA. In linea di principio qualsiasi molecola insatura può formare un anione radicalico, ma gli orbitali antileganti sono energeticamente accessibili solamente nei sistemi coniugati più estesi. La facilità di formazione è nell'ordine benzene < naftalene < antracene < pirene, etc. Con l'aggiunta di una fonte di protoni, la struttura della molecola idrogenata risultante è definita dalla distribuzione di carica dell'anione radicalico. Per esempio, l'anione radicalico dell'antracene forma principalmente (ma non esclusivamente) 9,10-diidroantracene.
Un esempio di anione radicalico inorganico è rappresentato dall'anione superossido, formato per trasferimento di un elettrone a una molecola di ossigeno.
Un modo molto efficace per rimuovere eventuali tracce di acqua dal tetraidrofurano (THF) è tramite distillazione a riflusso con un pezzetto di sodio in presenza di una piccola quantità di benzofenone. Il benzofenone è ridotto dal sodio ad anione radicalico chetile che colora la soluzione di THF in blu intenso. Tuttavia, qualsiasi traccia di acqua nel tetraidrofurano ridurrà ulteriormente il chetile all'alcool incolore. In questo modo, la colorazione del tetraidrofurano segnala l'anidricità e il THF distillato contiene meno di 10 ppm di acqua. Questo trattamento rimuove efficacemente anche tracce di perossidi nel tetraidrofurano. Anioni radicalici di questo tipo sono implicati anche nella condensazione aciloinica.
Il cicloottatetraene viene ridotto dal potassio elementare direttamente al dianione (saltando lo stato di anione radicalico) in quanto così il sistema passa da 8 a a 10 elettroni π (4×2+2), divenendo, in tal modo, aromatico. Il chinone è ridotto ad anione radicalico semichinone. I semidioni, più generalmente, sono derivati dalla riduzione di composti dicarbonilici.

## Cationi radicalici
Esistono anche le specie cationiche radicaliche ma sono molto meno stabili. Si riscontrano principalmente in spettrometria di massa. Quando una molecola in fase gassosa è soggetta a ionizzazione elettronica viene sottratto un elettrone da un elettrone nel fascio elettronico creando un catione radicalico {\displaystyle M^{+\bullet }}. Questa specie rappresenta lo ione molecolare da cui si ricava il peso molecolare preciso. In un tipico spettro di massa compaiono più segnali perché lo ione molecolare si frammenta in una miscela complessa di ioni e specie radicaliche non cariche. Per esempio il catione radicalico del metanolo si frammenta in un catione metile CH3+ e un radicale idrossile. Nel naftalene il catione radicalico non frammentato è di gran lunga il picco più importante nello spettro di massa. Specie secondarie sono generate acquisendo un protone (M+1) e dalla perdita di un protone (M-1).
Polaroni e bipolaroni sono cationi radicalici riscontrati nei polimeri conduttori drogati.